# Туз (Чуйская область)
Туз (кирг. Туз) — село в Ысык-Атинском районе Чуйской области Кыргызстана. Административный центр Тузского аильного округа. Код СОАТЕ — 41708 206 870 01 0.

## География
Село расположено в центральной части области, к северу от Киргизского хребта, на расстоянии приблизительно 9 километров (по прямой) к югу от города Кант, административного центра района. Абсолютная высота — 883 метра над уровнем моря.

## Население
Согласно оценочным данным Национального статистического комитета Кыргызской Республики, численность населения села на начало 2023 года составляла 2363 человека.
| год     | 2009 | 2014 | 2015 | 2023 |
| ------- | ---- | ---- | ---- | ---- |
| человек | 1866 | 1325 | 1983 | 2363 |